# Critoniopsis
Critoniopsis là một chi thực vật có hoa trong họ Cúc (Asteraceae).

## Loài
Chi Critoniopsis gồm các loài: